# Alexander Wassiljewitsch Korschakow

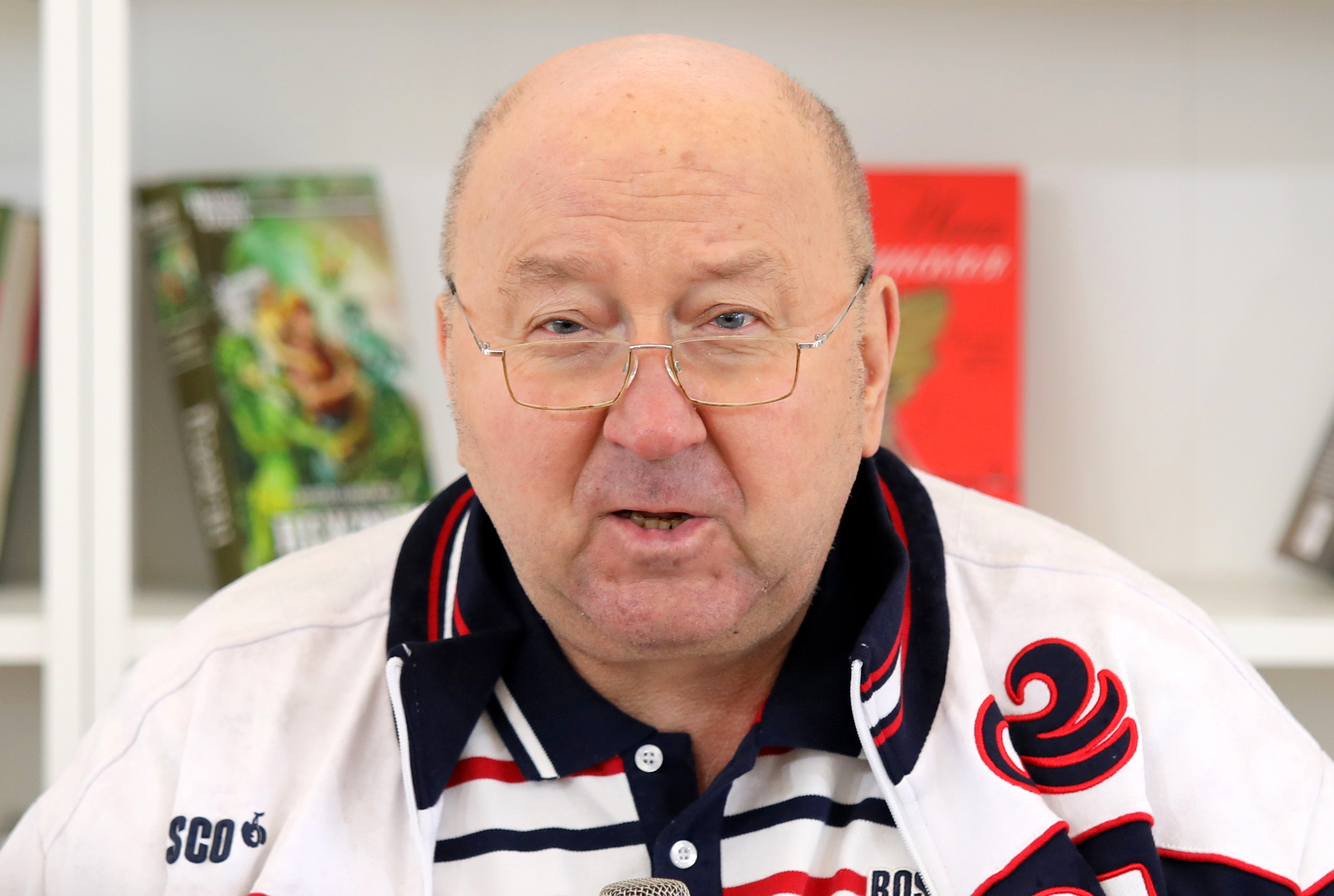
Alexander Korschakow 2017

Alexander Wassiljewitsch Korschakow (russisch Александр Васильевич Коржаков; * 31. Januar 1950 in Moskau) ist ein russischer Offizier und Politiker.
Nach seinem Wehrdienst arbeitete er von 1970 bis 1989 in der Neunten Verwaltung des KGB, die für Personenschutz zuständig war. Nach dem Zerfall der Sowjetunion wurde er in Russland zum Generalmajor befördert und leitete von 1991 bis 1996 den Sicherheitsdienst des Präsidenten Boris Jelzin. Er ist Autor des Bestsellers „Boris Jelzin – vom Morgengrauen zum Sonnenuntergang“ (russisch Борис Ельцин: от рассвета до заката), der in mehrere Sprachen (u. a. ins Tschechische) übersetzt wurde.
Von 1997 bis 2011 war er Abgeordneter der Duma.